# Euscorpius solegladi
Espèce
Euscorpius solegladi est une espèce de scorpions de la famille des Euscorpiidae.

## Distribution
Cette espèce se rencontre en Bulgarie dans les oblasts de Blagoevgrad, de Kyoustendil, de Pernik, de Sofia, de Pazardjik et de Smolyan et en Grèce en Macédoine-Centrale.

## Description
Le mâle holotype mesure 34,50 mm et la femelle paratype 34,80 mm.

## Étymologie
Cette espèce est nommée en l'honneur de Michael E. Soleglad.

## Publication originale
- Fet, Graham, Webber & Blagoev, 2014 : Two new species of Euscorpius (Scorpiones: Euscorpiidae) from Bulgaria, Serbia, and Greece. Zootaxa, no 3894, p. 83-105.